# Deja que la vida te despeine
Deja que la vida te despeine es una miniserie, producida por TV Azteca en colaboración con Unilever y estrenada el 6 de marzo de 2006, se emite de Lunes a Viernes a las 7:00 p. m.

## Sinopsis del programa
Marcela, a punto de contraer matrimonio, les envía a sus tres amigas un mensaje de su celular que dice: “Las espero en charcos de rana (una taquería)… pero vengan solas ahora. Marcela”. Cada una de las tres amigas busca a las otras con la mirada. Vemos que hablan con sus maridos y o acompañantes y van saliendo muy disimuladamente ante la pregunta de sus acompañantes: ¿A dónde vas?, ¿Qué pasa?, etc. Se escucha la respuesta de una sola: "¡Marcela necesita ayuda!". 
Esta es la escena del encuentro de las cuatro amigas, donde Marcela les dice que de golpe se dio cuenta de todo, que no se piensa casar, que toda su vida se la habían armado, que iba a ser un fracaso que no quiere eso ni para ella ni para sus amigas, yo se que esto puede sonar muy loco pero les pido que me ayuden, que hagamos un juramento juntas… las otras se miran anonadadas, no entienden, piensan que Marcela se volvió loca. Marcela les insiste: “¿Van a hacer ese juramento conmigo?” Todas asienten ante la presión.

## Producción

### Filmación
La miniserie está filmada en formato de una sola cámara. El equipo de producción de TV Azteca grabó el primer episodio el 1 de agosto de 2005.

## Elenco
- Mónica Huarte - Rita
- María Renée Prudencio -  Claudia
- Cinthia Vázquez - Marcela
- Verónica Segura - Laura

- Datos: Q28503298